# Guldpixeln 2003
Guldpixeln 2003 hölls i slutet av 2003. Detta var det andra året som tidningen Super Plays pris Guldpixeln delades ut.

## Vinnare och nominerade

### Årets spel
1. Metroid Prime
2. Project Gotham Racing 2
3. The Legend of Zelda: The Wind Waker
4. Knights of the old republic
5. Eve: The Second Genesis

### Årets actionspel
1. Max Payne 2: The Fall of Max Payne
2. Ikaruga
3. Call of Duty
4. XIII
5. True Crime

### Årets äventyrsspel
1. Metroid Prime
2. The Legend of Zelda: The Wind Waker
3. Beyond Good & Evil
4. Silent Hill 3
5. Uru: Ages of Myst

### Årets rollspel
1. Knights of the Old Republic
2. Pokémon Ruby/Sapphire
3. Breath of Fire: Dragon Quarter
4. Mario and Luigi: Superstar Saga
5. Golden Sun: The Lost Age

### Årets strategispel
1. Championship Manager 4
2. Homeworld 2
3. Advance Wars 2: Black Hole Rising
4. The Sims
5. Command & Conquer: Generals

### Årets plattformsspel
1. Prince of Persia: The Sands of Time
2. Sonic Advance 2
3. Ratchet & Clank 2
4. Toejam & Earl III: Mission to Earth
5. Jak II: Renegade

### Årets sportspel
1. Pro Evolution Soccer 3
2. Tiger Woods PGA Tour 2004
3. Top Spin
4. SSX 3
5. NBA Street Vol 2

### Årets racingspel
1. Project Gotham Racing 2
2. F-Zero GX
3. Moto GP: Ultimate Racing Technology 2
4. Colin McRae Rally 04
5. Need for Speed: Underground

### Årets beat 'em up-spel
1. Virtua Fighter 4: Evolution
2. Soul Calibur II
3. Guilty Gear X2
4. Viewtiful Joe
5. Dragon Ball Z: Budokai 2

### Årets pusselspel
1. Wario Ware
2. Mr Driller 2
3. Eye Toy: Play
4. Super Monkey Ball 2
5. Pokemon Pinball Ruby/Sapphire

### Årets musikspel
1. Space Channel 5: Part 2
2. Dancing Stage Fever
3. Dancing Stage Megamix
4. Eye Toy: Groove
5. Amplitude

### Årets onlinespel
1. Eve: The Second Genesis
2. The Sims Online
3. Planetside
4. Asheron's Call 2
5. Star Wars Galaxies

Föregående utdelning: 2002

Följande utdelning: 2004